# North American T-6 Texan
El North American T-6 Texan fue un avión de entrenamiento avanzado monomotor utilizado para entrenar a los pilotos de las Fuerzas Aéreas del Ejército de los Estados Unidos, de la Armada de los Estados Unidos, de la Royal Air Force y otras fuerzas aéreas de la Mancomunidad de Naciones (Commonwealth) británica durante la Segunda Guerra Mundial y los años posteriores, y también sirvió en muchos otros países. Diseñado por la compañía estadounidense North American Aviation en los años 30 del siglo XX, el T-6 es conocido por varias denominaciones distintas, dependiendo del modelo y la fuerza aérea que lo utilizaba. El USAAC lo designó AT-6, la Armada estadounidense SNJ, las fuerzas aéreas de la Commonwealth lo llamaron Harvard. En la actualidad es un avión militar histórico muy popular en las exhibiciones.

## Diseño

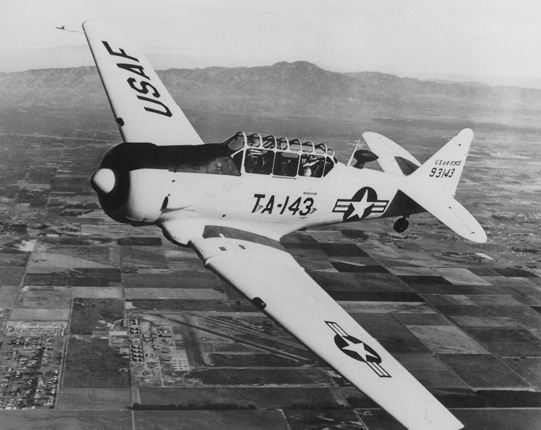
T-6G Texan de la Fuerza Aérea de los Estados Unidos en la época de la Guerra de Corea.

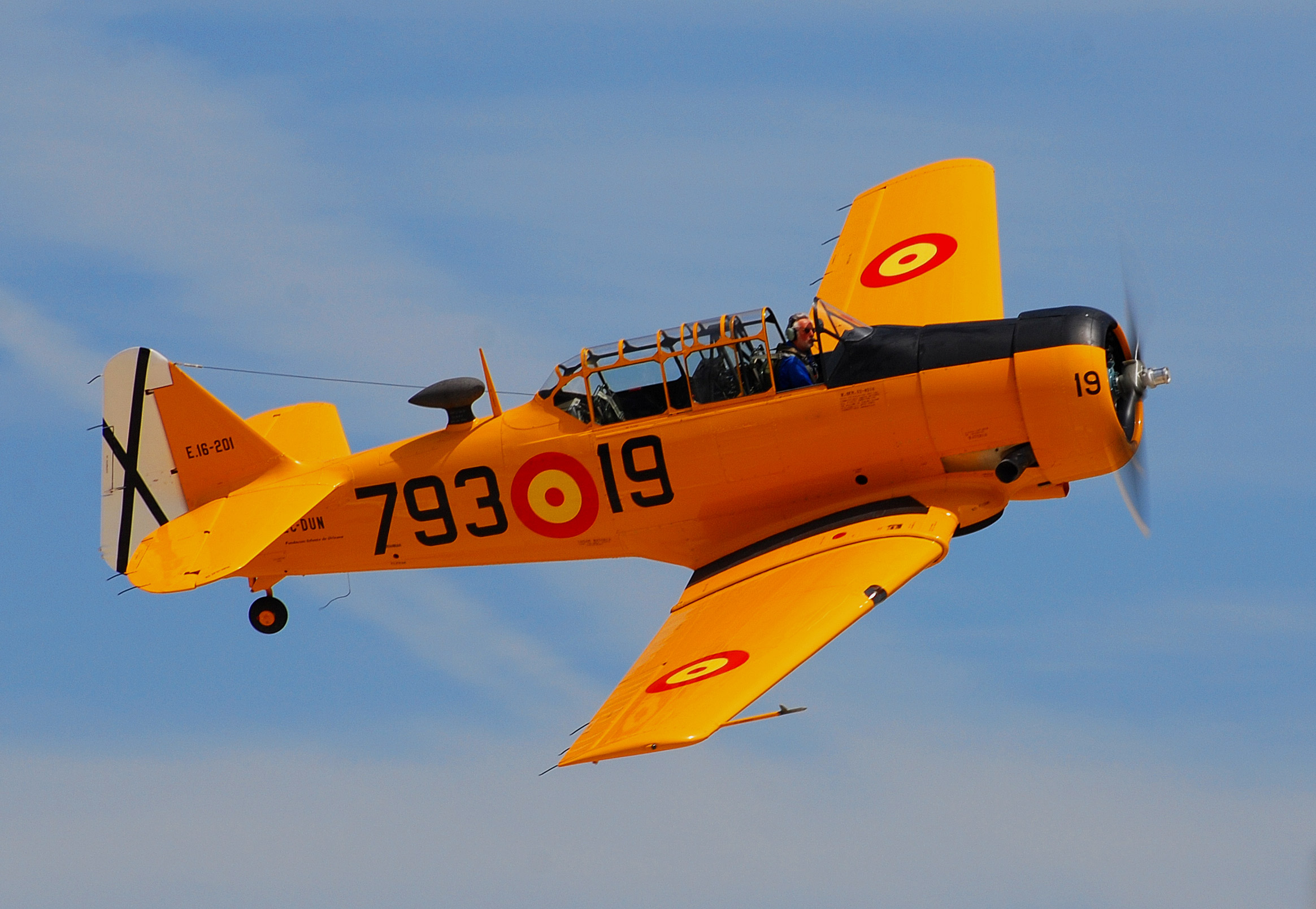
North American T-6G Texan de la Fuerza Aérea Española en la Fundación Infante de Orleans durante una exhibición el 10 de abril de 2012.

La historia comenzó antes de que North American Aviation (NAA) pusiera su nombre a sus propios aviones, en una época en que NAA estaba asociada con la General Aviation de Dundalk, Maryland, con la que realizaba aviones del tipo GA-1 al GA-15. A finales de 1934, el Ejército estadounidense emitió una especificación para un nuevo entrenador básico, es decir, el avión con el que se encontrarían los alumnos tras superar la etapa de los entrenadores primarios de poca potencia. El equipo de diseño de General Aviation, dirigido por J. Lee Atwood, produjo rápidamente un monoplano de ala baja cantilever, de estructura totalmente metálica (con revestimiento resistente y remachado enrasado, aunque el resto del avión estuviese, en gran parte, revestido en tela) con aterrizadores fijos cantilever, un motor Wright R-975 Whirlwind de 400 hp y cabinas abiertas en tándem. En lugar de denominarse GA-16 fue bautizado NA-16, con lo que quedaba patente el cambio de nombre de la compañía.
El NA-16 realizó su vuelo inaugural en abril de 1935, en Dundalk, con la matrícula civil X-2080. Los pilotos del Ejército estadounidense en Wright Field opinaron que se trataba del mejor diseño presentado, así como del entrenador con mejores posibilidades de convertirse en avión táctico, aunque apuntaron diversos cambios. Este clásico prototipo se convirtió en el NA-18, con cabinas en tándem con cubiertas deslizables, tren de aterrizaje carenado y motor Pratt & Whitney R-1340 Wasp de 600 hp. Este avión fue vendido posteriormente a Argentina, pero a finales de 1935, el Ejército estadounidense adoptó el entrenador de NAA y firmó un pedido por 42 ejemplares, con la designación BT-9. Con la seguridad que daba este pedido, la compañía se trasladó a Inglewood, California.
La mayoría de los BT-9 llevaban slats fijos en la sección externa alar y fueron empleados como entrenadores desarmados de pilotos, equipados con flaps que se accionaban mediante un sistema hidráulico manual. Con toda probabilidad, estos fueron los primeros entrenadores básicos con flaps, que a partir de entonces fueron incorporados en todos los modelos subsiguientes. El motor R-975 Whirlwind equipó la mayoría de las versiones de tren fijo, excepto los NJ-1 de la Armada estadounidense y un lote para China; era de menor diámetro que el Pratt & Whitney Wasp, que se utilizaba en las mucho más numerosas versiones de tren retráctil, lo que redundaba en una mejor visibilidad frontal. Los aterrizadores principales estaban en una posición bastante adelantada, lo que hacía muy difícil que clavase el morro, y en la mayoría de estas variantes los escapes confluían por delante del motor y descargaban a través del costado de estribor del capó.
En los dos primeros grandes pedidos franceses estaban incluidos varios subtipos con las puntas alares y derivas curvas originarias. Los aviones del segundo lote fueron desviados y convertidos en Yale para Canadá, la mayoría de ellos con el escape alargado por encima de la raíz alar de estribor. Las ventas de exportación progresaron rápidamente. En concreto, no existieron dos lotes de serie que fueran exactamente iguales, aunque todos los aviones llevaban motores R-975 o R-1340, excepto los Sk 14 producidos bajo licencia en Suecia durante la guerra, que llevaban motores italianos Piaggio, y los modelos de la Armada Imperial Japonesa, equipados con motores Kotobuki que accionaban una hélice de madera. Las variantes japonesas, denominadas K10W y K5Y1, incorporaban varias modificaciones locales, principalmente en la cabina, sección trasera del fuselaje y empenaje vertical.

### Un competitivo entrenador de ataque
El T-6 Texan fue un desarrollo del prototipo del North American NA-16, que voló por primera vez el 1 de abril de 1935, y que modificado como NA-26, equipado con un mayor motor del tipo Wasp, que accionaba una hélice Hamilton de paso variable, y con una bomba hidráulica que alimentaba el sistema introducido para accionar los flaps y el nuevo tren de aterrizaje retráctil, fue presentado como candidato para el concurso para un entrenador BC (Basic Combat, entrenador básico de combate) que convocó el Cuerpo Aéreo del Ejército de los Estados Unidos (USAAC) en 1937, capaz de unificar la instrucción de pilotos y simular las características y tipo de cabina de un avión de combate, con la posibilidad opcional de montar ametralladoras fijas y móviles, así como bombas en caso de necesidad, de manera que en un solo avión pudiesen entrenarse pilotos de combate y artilleros.
Este prototipo NA-26 ganó el concurso, el modelo entró en producción y 180 aparatos fueron entregados al USAAC, como BC-1, aunque algunos ejemplares fueron diseñados especialmente para el entrenamiento instrumental y designados BC-1I. Otros cambios consistían en fuselajes de revestimiento resistente, depósitos alares integrales y puntas alares y derivas de perfil angular. En 1940, la categoría BC fue sustituida por la AT (Advanced Trainer, entrenador avanzado); los aviones de North American se convirtieron en AT-6. NAA se vio incapacitada para servir todos los pedidos, incluso después de la ampliación de la factoría de Inglewood. A raíz esto, en Dallas, Texas, se levantó una nueva fábrica, y hacia 1942 el AT-6 fue denominado Texan, independientemente de que desde 1938 los aparatos destinados a la Commonwealth británica hubiesen sido designados Harvard.

### Producción en masa
La mayoría de los gigantescos contratos bélicos iban destinados a los AT-6A, AT-6C y AT-6D, además de los SNJ-3, SNJ-4 y SNJ-5 correspondientes a la Armada estadounidense, que exteriormente eran similares, con fuselaje en revestimiento resistente y la posibilidad de montar una ametralladora trasera de accionamiento manual. El mayor cambio estructural se introdujo en el NA-88, en 1941, cuando la producción se realizaba ya a gran escala. Ante la amenaza de una posible escasez de aluminio, NAA rediseñó esta variante, de manera que la estructura básica alar, flaps, deriva y todas las superficies de mando se realizaron en aleación ligera de acero con soldadura por punto, y los paneles laterales de la sección delantera del fuselaje, la totalidad de la sección trasera, el piso de la cabina y los estabilizadores, en contrachapado. Con esta solución se ahorraban 565 kg de aluminio y aleación ligera en cada avión, con una modesta penalización en el peso y una mínima diferencia en los costes de producción. Este modelo recibió las designaciones de AT-6C, SNJ-4 y Harvard Mk IIA, pero cuando se comprobó que no habría restricciones en el suministro de aluminio, la estructura volvió a su configuración original y se adoptaron las nuevas denominaciones AT-6D, SNJ-5 y Harvard Mk III, en las que se introdujo un nuevo sistema eléctrico de 24 voltios. Entre las características del avión, figuraban un sistema de puesta en marcha por volante de inercia, el cebado manual Ki-Gass del motor, una bomba auxiliar para elevar la presión del combustible antes de la puesta en marcha, un selector manual para incrementar la presión hidráulica, grandes volantes de metal colado para los compensadores y palancas del mismo tipo para el tren de aterrizaje y los flaps.

### Nuevo equipo y designaciones

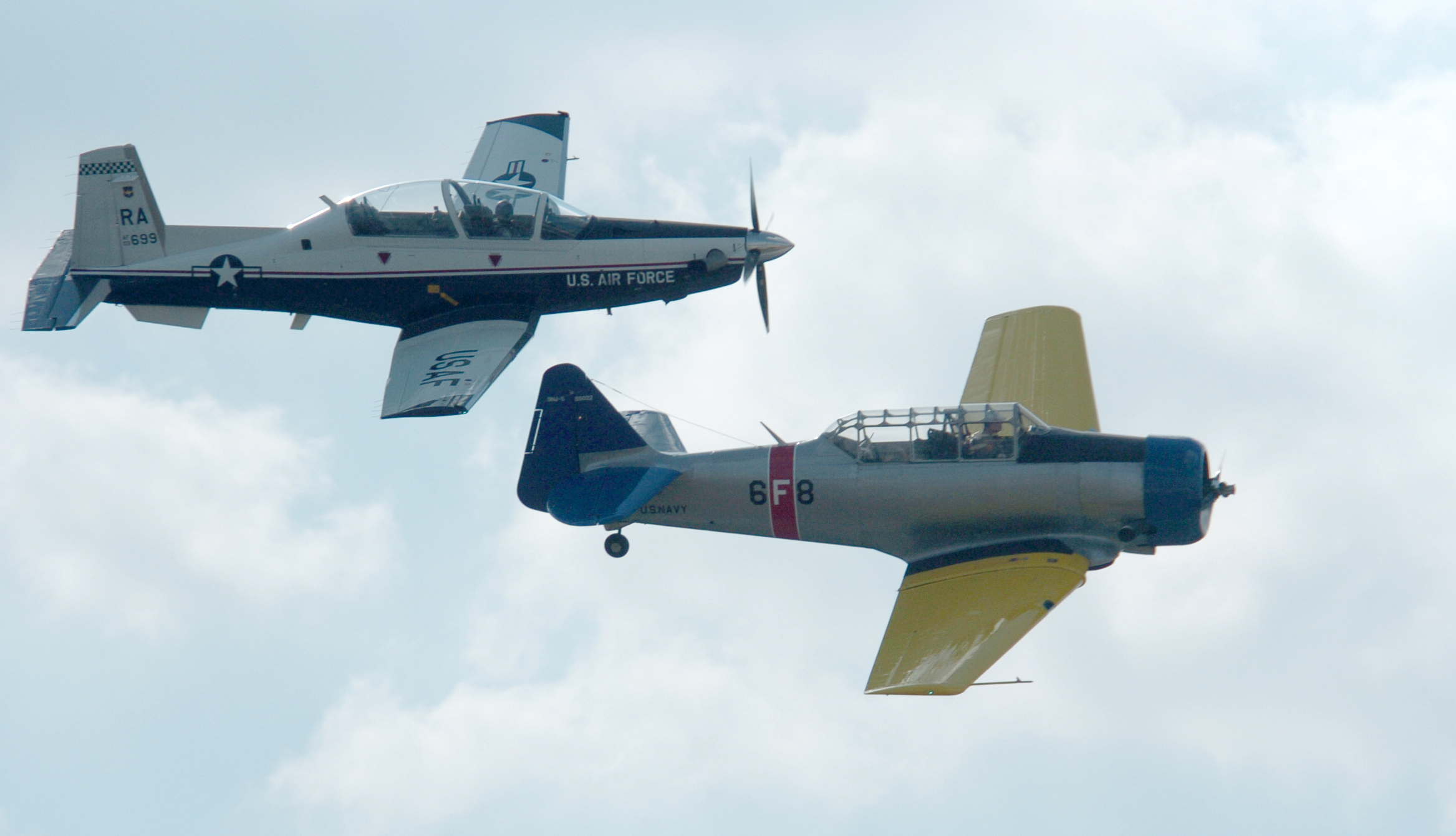
Un T-6 Texan original (pintado como un SNJ en la Armada de los Estados Unidos), derecha, con el nuevo T-6 Texan II, izquierda, en la Base de la Fuerza Aérea Randolph, Texas, en 2007.

En junio de 1948, la categoría AT fue sustituida por la T (Trainer, entrenador), y los modelos de posguerra se designaron T-6G, con alrededor de 250 cambios de ingeniería, entre los que se incluían el rediseño de la cabina con instrumentación mejorada, mandos y visión del piloto optimizados, mástiles de las antenas cambiados de lugar (con un gonio en la sección trasera del fuselaje), hélice diferente e incremento de la capacidad de combustible gracias a depósitos auxiliares en las secciones internas y externas de los planos. Asimismo, se adoptó una nueva aviónica, del tipo de equipos VHF, receptor telemétrico y receptor de baliza señalizadora, nuevos interfonos, radiocompás e ILS, así como equipos de entrenamiento actualizados hasta el nivel de los T-28 Trojan de siguiente generación. Muchos de los T-6G mejorados procedían de la factoría de Downey (Los Ángeles), pero algunos fueron convertidos en Columbus y sus productos se denominaron T-6H y más tarde T-6G-NT.
Pese a ser entrenadores primarios, los componentes de la familia NA-16 han desempeñado un notable papel en diversas guerras. En julio de 1940, los Harvard Mk I empezaron a llevar bombas. Mucho más tarde, el 6147º Escuadrón Táctico de Control Aéreo de la USAF inició en el frente coreano las que más tarde se conocieron como tácticas de observación "Mosquito", y los T-6F y LT-6G Texan, construidos expresamente para tales fines, fueron los pioneros en estas misiones FAC (Forward Air Control, control aéreo avanzado). En Kenia, la 1340ª Patrulla de la RAF desempeñó tareas similares, mediante vuelos de continuo hostigamiento contra los Mau Mau. Desde noviembre de 1948, la Heyl Ha´Avir israelí utilizó sus T-6 en misiones de bombardeo en picado en primera línea, con un armamento compuesto por ocho bombas de 50 kg y llevando a menudo tres ametralladoras. Hacia 1953, había en activo unos 90 ejemplares, aunque por esa época su misión fundamental fuese la de entrenamiento armado. Pero esta cifra resulta pequeña si se compara con los 450 que emplearon la Armée de l´Air y la Aéronavale durante la guerra de Argelia, entre 1956 y 1960. Más aún: en 1969, se congregaron en Biafra Harvard de todos los tipos para constituir un escuadrón mercenario que actuó de forma notablemente efectiva contra las bases de los aviones federales.
Hay un hecho curioso que involucra a un Texan en Argentina: hacia 1955 se produjo una rebelión militar contra el entonces presidente Juan Domingo Perón. Las fuerzas armadas argentinas se dividieron y algunos oficiales tomaron parte por la facción rebelde y otras se mantuvieron fieles al Gobierno de Perón. La Fuerza Aérea Argentina no fue inmune a esa división, por lo que hubo pilotos rebeldes y leales. Se enfrentaron, sobre el Aeroparque de la ciudad de Buenos Aires, un Gloster Meteor leal y un Texan del bando rebelde, siendo derribado este último por el Gloster, cayendo en el Río de la Plata. El piloto sobrevivió.
En el Ejército del Aire español han servido 201 ejemplares de los tipos T-6D, 130 SNJ-4, -5 y -6, y 71 T-6G, con las designaciones militares C.6 (T-6D y SNJ), CE.6 (T-6D) y E.16 (T-6G). Los primeros ejemplares llegaron a España en 1954 y entraron en servicio con el Grupo 74 de Matacán y el Grupo 79 de la Academia General del Aire de San Javier, Murcia. Los últimos ejemplares, 10 T-6G, procedían de la Armée de l´Air francesa. Algunos T-6 han pertenecido a la Aviación Táctica, como los empleados por el desaparecido Escuadrón 463 del Ala 46 con base en Gando, Gran Canaria, durante el conflicto del Sáhara. Hubo también T-6 en Guinea. Posteriormente, los Texan fueron distribuidos por diversas escuadrillas de base para los vuelos de entrenamiento y enlace de los pilotos allí asignados.

### Desglose de la producción
400 aparatos se entregaron a la RAF (Royal Air Force) como Harvard I. La Armada estadounidense recibió 16 modelos denominados SNJ-1 modificados para operar desde portaaviones (navalizados), y después obtuvo otro pedido de 61 aparatos denominados SNJ-2 con un motor diferente.
Otros 92 aparatos BC-1A y tres BC-2 fueron fabricados antes de cambiar la denominación a "entrenador avanzado", AT-6, que era equivalente al BC-1A. Las diferencias entre los modelos AT-6 y BC-1 eran los nuevos extremos de las alas, más redondeados, y un timón de cola también rediseñado, produciendo el aspecto definitivo del T-6 Texan. El AT-6 fue denominado Harvard II para la RAF, que pidió 1173 aparatos, de los que la mayoría operaron en Canadá como parte del Empire Air Training Scheme (Plan Imperial de Entrenamiento Aéreo).
Después vino el AT-6A, que estaba basado en el diseño del NA-77 y tenía un motor radial Pratt & Whitney R-1340-49 Wasp. Las USAAF recibieron 1549 unidades y la Armada 270 (designación SNJ-3). El AT-6B fue construido para el entrenamiento de armas, pudiendo montar dos ametralladoras del calibre 7,62 mm en la parte delantera del fuselaje. Utilizó el motor radial Pratt & Whitney R-1340-AN-1 Wasp que acabó siendo el estándar para el resto de las versiones fabricadas del Texan. Las fábricas canadienses de Noorduyn Aviation construyeron una versión del AT-6A con la planta motora R-1249-AN-1, del que fueron suministradas 1500 unidades a las USAAF como AT-16 y 2485 aparatos a la RAF como Harvard Mk IIB, algunos de las cuales sirvieron con la Marina Real.
Del NA-88 se construyeron 2970 unidades como AT-6C y 2400 como SNJ-4. La RAF recibió 726 unidades del AT-6C como Harvard IIA. Unas modificaciones al sistema eléctrico originaron el AT-6D, del que vieron la luz 3713 aviones y otros 1357 para la Armada como SNJ-5. El AT-6D fue redesignado Harvard III, y de este modelo se entregaron a la RAF 351 aviones y 564 a la Armada inglesa. Finalmente el diseño del NA-121 originó la venta de 25 AT-6F a las USAAF y 931 SNJ-6 a la Armada estadounidense.
Excluidas las reconversiones, se construyeron 21 342 aviones de la familia NA-16; además, NAA fabricó 53 aviones dedicados a misiones de ataque.
Después de la guerra, los T-6 Texan se han usado sobre todo en exhibiciones aéreas y películas. Por ejemplo, en la mítica Tora! Tora! Tora!, haciéndose pasar por Mitsubishi Zero japoneses.

## Historia operacional

### Aviones de entrenamiento

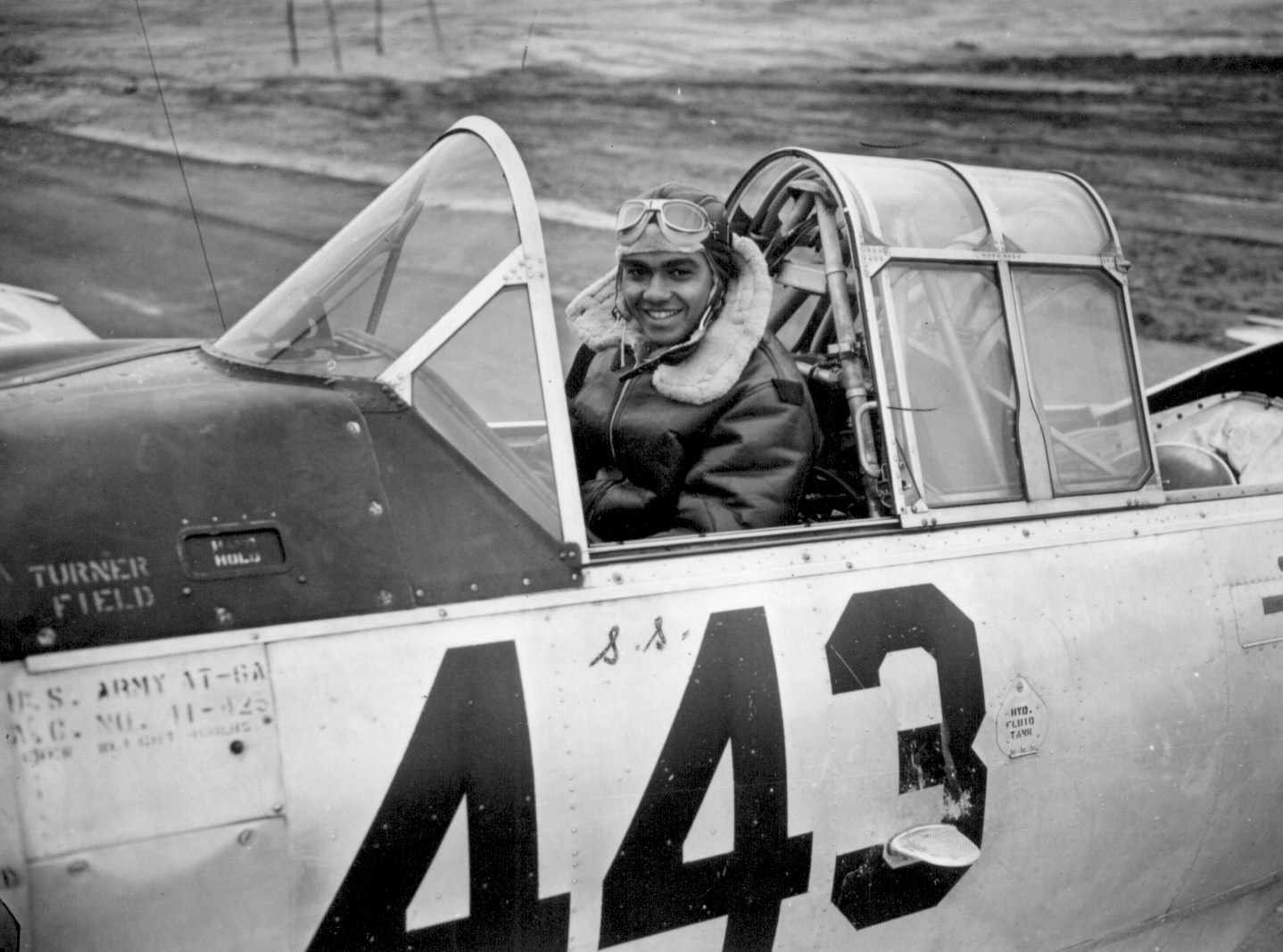
Piloto de las USAAF, asignado a funciones de instructor, a bordo de su T-6.

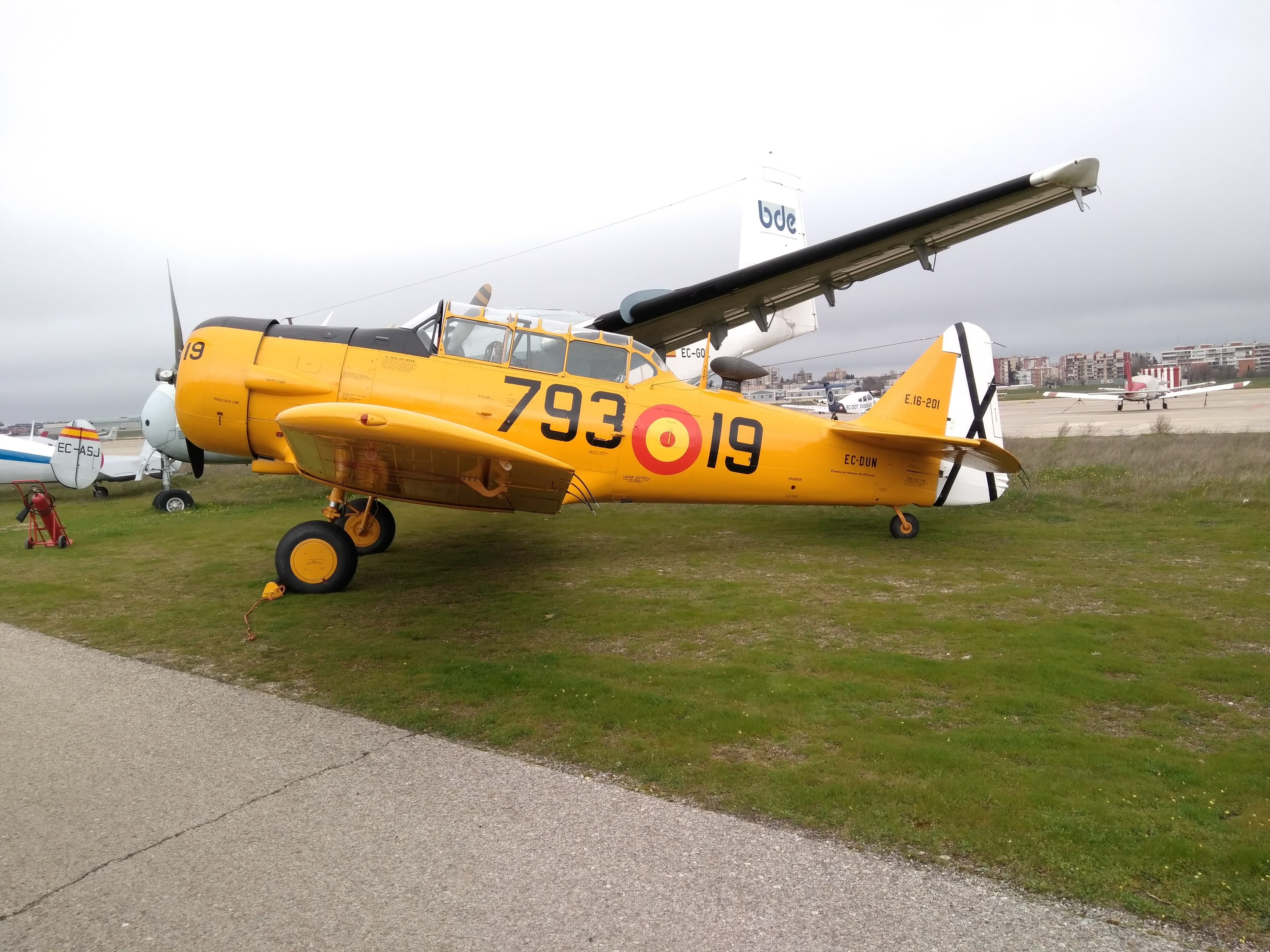
T-6 pintado con los colores de la Fuerza Aérea Española.

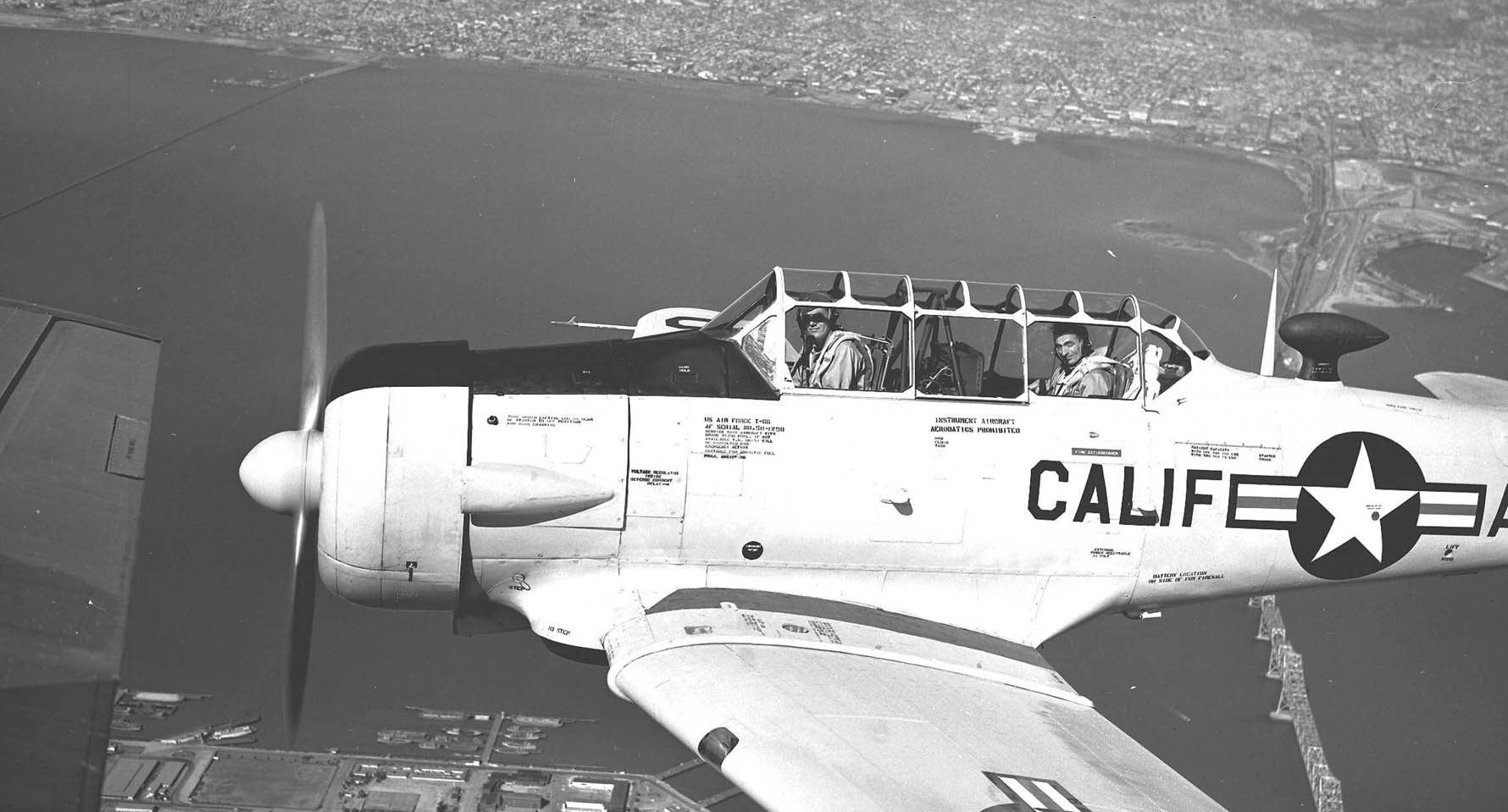
Piloto en avión de instrucción T-6G, Guardia Aérea Nacional de Estados Unidos.

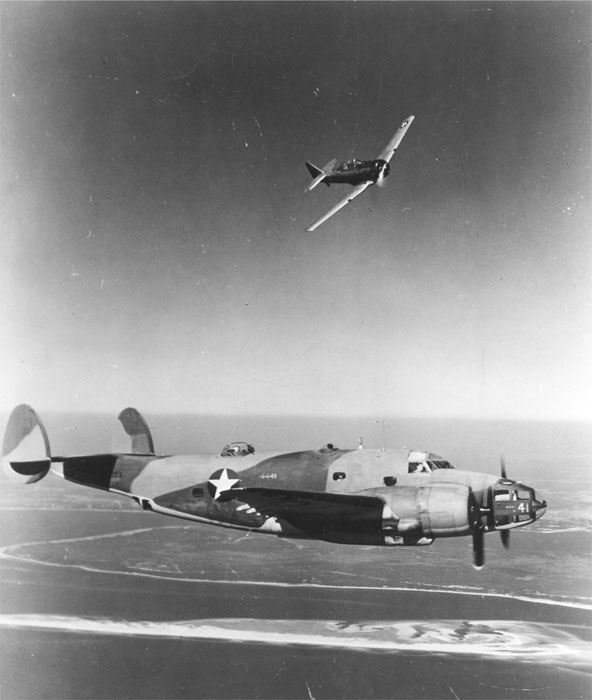
Un alumno practica tácticas de ataque a un Lockheed B-34.

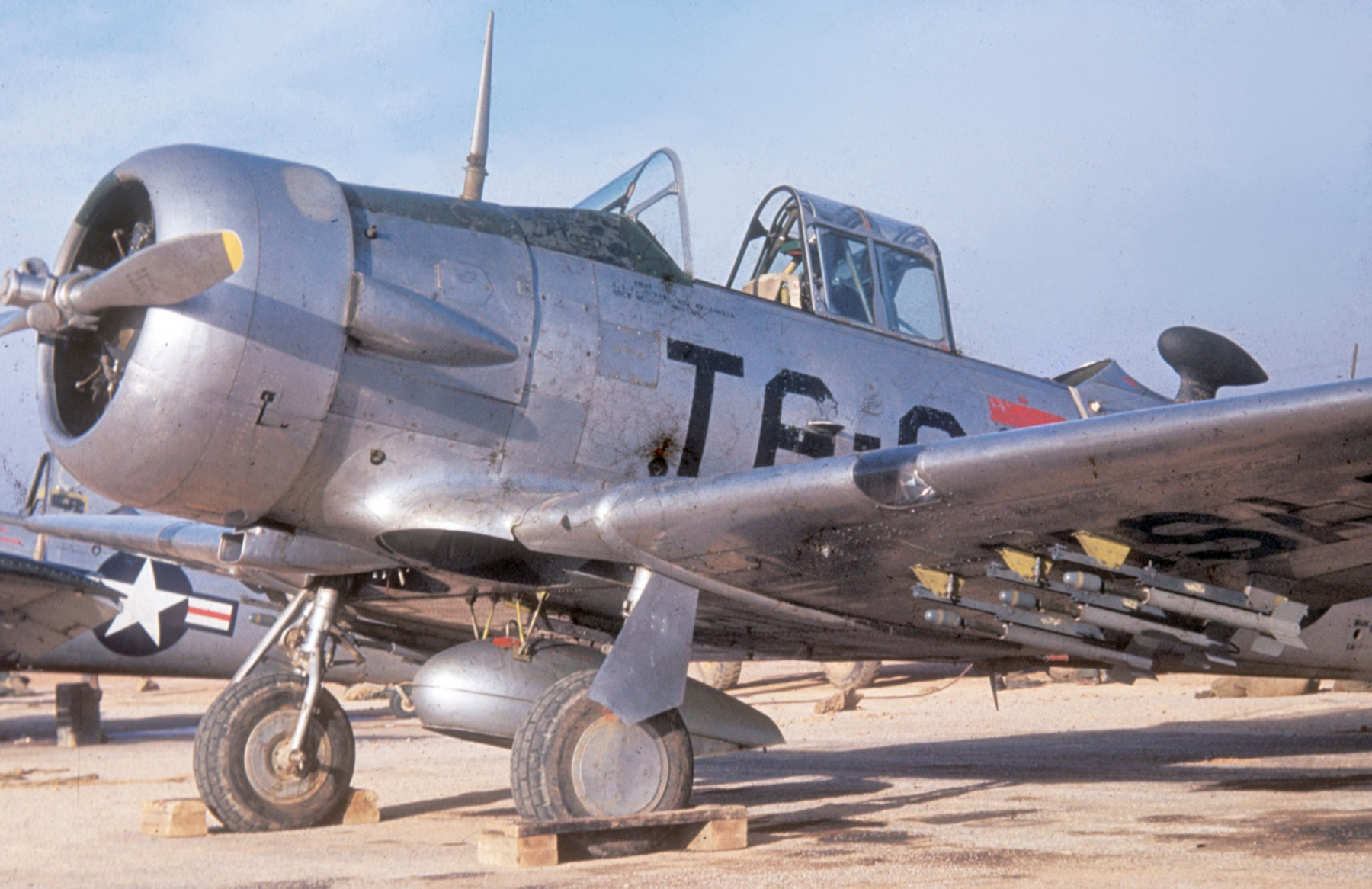
T-6 empleado en la Guerra de Corea para Control Aéreo Avanzado.

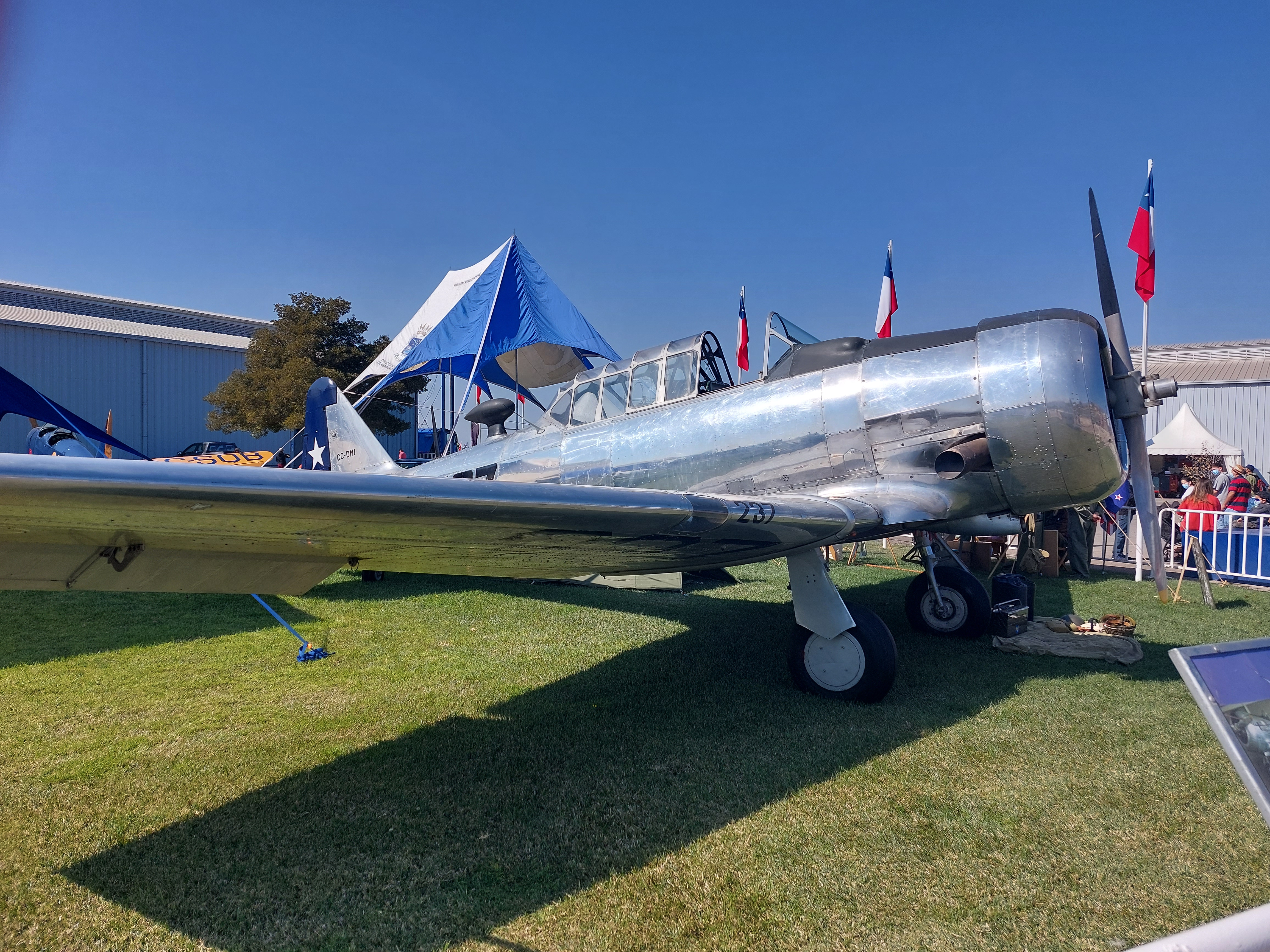
T6 usado por Fuerza Aérea de Chile en la Fidae 2022.

#### España
Los T-6 llegaron al Ejército del Aire en 1954, como consecuencia de los Acuerdos con los Estados Unidos de 1953. Los primeros 60 aviones fueron entregados en el puerto de Santander. Cuatro años más tarde, llega un segundo lote de otros 60 aviones. Denominado E.16, se asignaron a la Escuela Básica de Salamanca y, más tarde, a la Academia General del Aire y otras unidades.

#### Alemania y Japón
Antes de la guerra, Francia hizo grandes pedidos de T-6, de los cuales algo más de 100 se llegaron a recibir. Tras la caída de Francia, la Luftwaffe incorporó en su servicio todos los que pudo (se cree que al menos 93 T-6 llegaron a ser empleados por la misma). A ellos se unieron unos pocos T-6 capturados en Países Bajos.
La Armada Imperial Japonesa encargó el avión T-6, producido localmente y equipado con motores Kotobuki. Las variantes japonesas fueron llamadas K10W y K5Y1, incorporaban varias modificaciones locales, principalmente en la cabina, sección trasera del fuselaje y empenaje vertical.

#### T-6 Texan
El T-6 entró en producción para el USAAC y la Armada estadounidense en 1938. La orden original fue de 94 AT-6 Texan, posteriormente se ordenaron 4388 ejemplares de T-6D y 956 T-6F. Tras la guerra, aviones T-6 fueron vendidos a más de 50 naciones, siendo utilizado hasta los años 80 del pasado siglo.
A partir de 1949, 2068 aviones fueron convertidos a la versión T-6G para la USAF y la Armada estadounidense. Estos aviones poseían una instrumentación mucho más moderna, las puntas de pala de hélices y el mismo tren de aterrizaje que los P-51 Mustang.

#### Harvard
El interés de la RAF en el T-6 hizo que en 1938 hiciera un pedido de 200 aviones Harvard Mk I para ser destinados a Rhodesia, bajo el programa de entrenamiento de la Commonwealth. La RAF recibió 400 aparatos producidos por NAA como Harvard I. Ya que NAA no podía cumplir los calendarios de entrega de los 1173 Harvard pedidos, el gobierno canadiense se comprometió a suministrarlos para el Plan de Entrenamiento Aéreo del Imperio. El avión se produjo en Canadá y llevaba instrumental estadounidense (a diferencia de los Harvard de la RAF), siendo designado Harvard Mk.IIB. En 1944, el T-6D fue encargado por la RAF como Harvard MK III, para entrenamiento de vuelo con instrumentos. Tras la guerra, en 1951, se recibió un pedido por 270 nuevos aviones Harvard Mk.IV, similar al T-6G.

#### SNJ
Los SNJ eran T-6 navalizados, ya que estaban equipados para realizar aterrizajes en portaaviones, lo que les permitió realizar operaciones desde estos. Algunos estaban armados con una ametralladora ubicada en el ala derecha, y eran utilizados para adiestramiento de tiro aire-tierra. Los portaaviones USS Sable y USS Wolverine operaron en los Grandes Lagos entre 1943 y 1945 para que los aspirantes a pilotos navales pudieran practicar como aterrizar y despegar, pilotando los SNJ Texan. Los pilotos navales siguieron empleando el SNJ hasta bien entrados los años 50.

### Aviones de ataque al suelo y de observación

#### Argentina
Durante los años 50, algunos AT-6 bombardearon y atacaron con cohetes a población civil en Plaza de Mayo (CABA) en el marco de un intento de golpe de Estado por parte de ciertos sectores de las Fuerzas Armadas. Llegaron incluso a enfrentarse contra los Gloster Meteor de la Fuerza Aérea, siendo un AT-6 derribado en estos combates.

#### Israel
20 AT-6 Texan fueron empleados por los sirios en la Guerra de 1948. Atacaron aeródromos, convoyes y otros objetivos israelíes. Un T-6 Texan derribó un Avia S.199 israelí, siendo derribado seis días después por fuego antiaéreo.
Desde 1948, Israel utilizó sus T-6 en misiones de bombardeo, con hasta ocho bombas de 50 kg y llevando a menudo tres ametralladoras. Hacia 1953, había en activo todavía unos 90 aviones, aunque su misión fundamental fuese la de entrenamiento armado.

#### Grecia
Los tres escuadrones de T-6D y T-6G fueron empleado en la guerra civil para apoyo aéreo, observación y dirigir el fuego de artillería. La guerrilla los llamaba “O Galatas” (El lechero), siempre volaban a primera hora de la mañana para localizar y señalar los blancos a los aviones de ataque que les seguirían.

#### Kenia
En Kenia, un destacamento de T-6 de la RAF realizó vuelos de hostigamiento contra los Mau Mau.

#### Corea
El 6147º Escuadrón Táctico de Control Aéreo de la USAF inició en Corea las tácticas de observación "Mosquito”. Aviones T-6F y LT-6G Texan, modificados expresamente, realizaron misiones FAC (Forward Air Control, control aéreo avanzado).

#### Francia
Los AT-6 Texan franceses fueron los aviones más conocidos de la Guerra de Argelia, ya que fueron los empleados en mayor número. Cuando un puesto o un convoy eran atacados, solicitaban apoyo aéreo, proporcionado rápidamente por los T-6. Su color amarillo se debía a que eran aviones originalmente empleados como aviones de entrenamiento. Francia recurrió al mercado de segunda mano, comprando un total final de 119 T-6D y 693 T-6G, a los que se añadieron 81 Harvard y 56 SNJ-4. No todos los aviones destinados a entrenamiento fueron armados, pero al estar destinados en escuelas de pilotos en Marruecos y Argelia, algunos aviones de entrenamiento, al menos 62, fueron convertidos en aviones de ataque. En 1956 se compraron 585 T-6G destinados expresamente a ser convertidos en aviones de ataque y realizar misiones de todo tipo en Argelia (reconocimiento, escolta de convoyes terrestres, vigilancia aérea, fuego de apoyo, etc.). Bajo cada ala se les montó una ametralladora MAC 34/39, a los T-6G-1, barquillas con ametralladoras AA 52, así como lanzacohetes y lanzabombas. Aunque prestaron un servicio excelente, la dureza de la misión y del clima pasaron factura y el Ejército del Aire compró aviones Fennec y Skyraider para reemplazarlos. Los T-6G equiparon en Argelia a casi todas las EALA. Tras el fin de la guerra, algunos fueron vendidos a España y Portugal (al menos 56 T-6G fueron entregados a Portugal).

#### España
En 1953, el gobierno español firmó los acuerdos militares con Estados Unidos. No obstante, ante la prohibición de Estados Unidos para adquirir este modelo[cita requerida], España compró en el mercado de segunda mano aviones T-6, unos ya preparados para llevar armas (los comprados a Francia) y otros transformados en España. Los North American T-6D armados, denominados C.6, se asignaron al Ala 46, basada en Gando (Gran Canaria). En 1957-58, los primeros T-6 armados fueron empleados en combate en Ifni y el Sáhara, con excelentes resultados. Años más tarde, los T-6 Texan armados formaron una escuadrilla basada en Gando. Estos T-6 fueron pintados de camuflaje y enviados al Sáhara a finales de 1974. Allí formaron parte del destacamento militar que debía hacer frente a la presión marroquí y la guerrilla local.

#### Sudáfrica
Debido al embargo de armas, los Harvard se mantuvieron en servicio durante muchos años como entrenadores, hasta 1995. Algunos fueron armados en 1962.

#### República Dominicana
En abril y mayo de 1965, algunos AT-6 armados participaron en los ataques a las posiciones de los rebeldes constitucionalistas en la capital. Después de la guerra, los AT-6 cumplían la doble función de aviones de patrulla armada y entrenadores, con capacidad para dos lanzacohetes HVAR de 2,75 pulgadas bajo cada ala y una ametralladora Browning de 7,62 mm.

#### Guerra indo-pakistaní de 1971
La Fuerza Aérea de Pakistán utilizó T-6G en la Guerra indo-pakistaní de 1971 como un avión nocturno de apoyo terrestre, atacando vehículos de transporte ligeros del ejército indio. En las primeras horas del 5 de diciembre, durante una misión de interdicción de convoyes en la misma zona, el T-6G Harvard del líder de escuadrón Israr Quresh fue alcanzado por fuego terrestre antiaéreo indio y un proyectil fracturó el brazo derecho del piloto. Sangrando profusamente, el piloto voló el avión de vuelta con la mano izquierda y aterrizó sano y salvo. Los entrenadores a hélice de la Segunda Guerra Mundial se pusieron en servicio para el combate y se desempeñaron satisfactoriamente en el papel asignado de escolta de convoyes por la noche.

## Operadores
Alemania nazi
- Luftwaffe

 Alemania
- Luftwaffe

 Argentina
- Armada Argentina

 Austria
- Fuerza Aérea Austriaca

 Bélgica
- Fuerza Aérea Belga

 Biafra
- Fuerza Aérea de Biafra

 Bolivia
- Fuerza Aérea Boliviana

 Brasil
- Fuerza Aérea Brasileña

 Canadá
- Real Fuerza Aérea Canadiense
- Marina Real Canadiense

 Chile

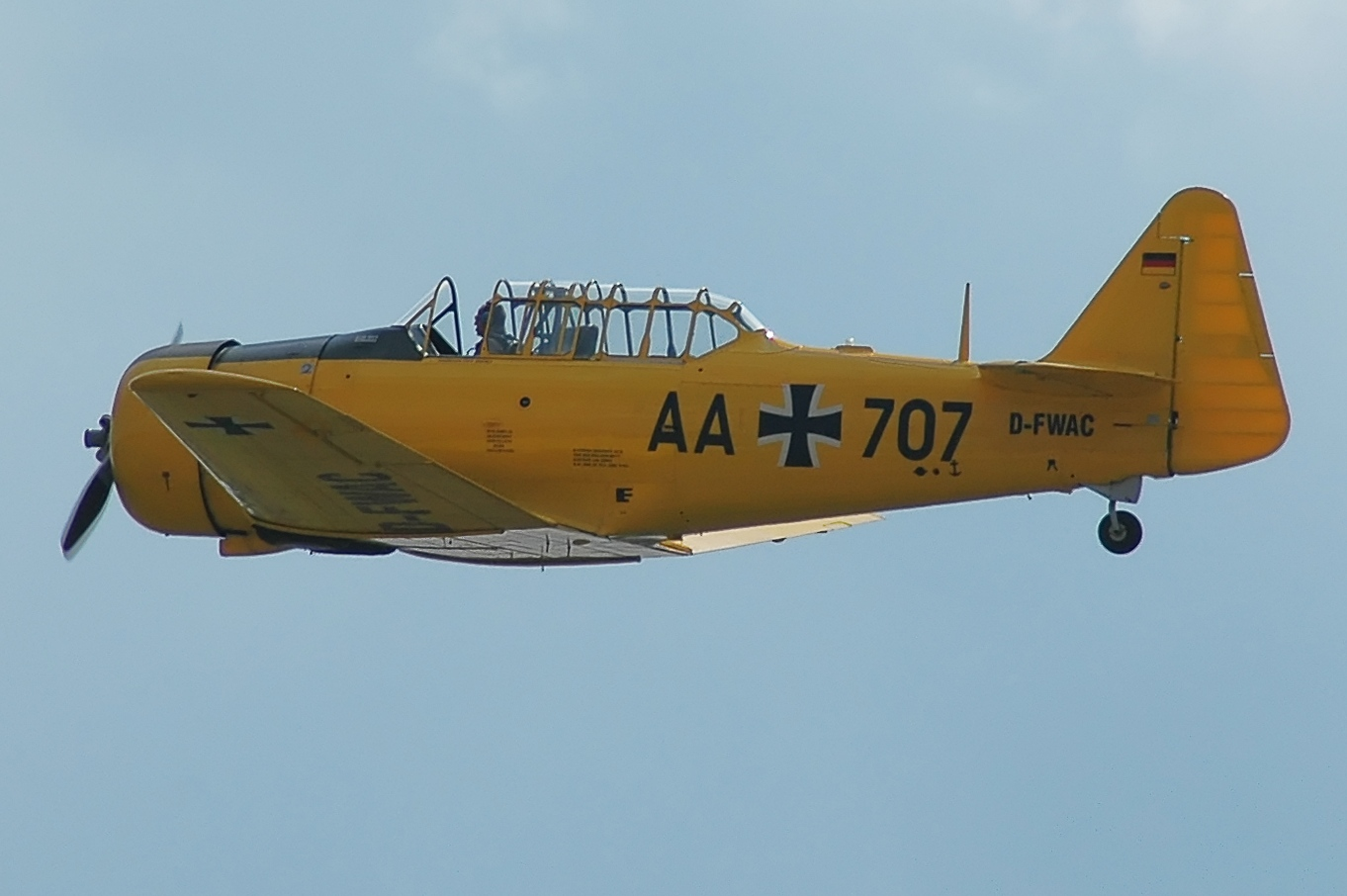
T-6 Texan de la Luftwaffe.

North American T-6 de la Fuerza Aérea Brasileña.

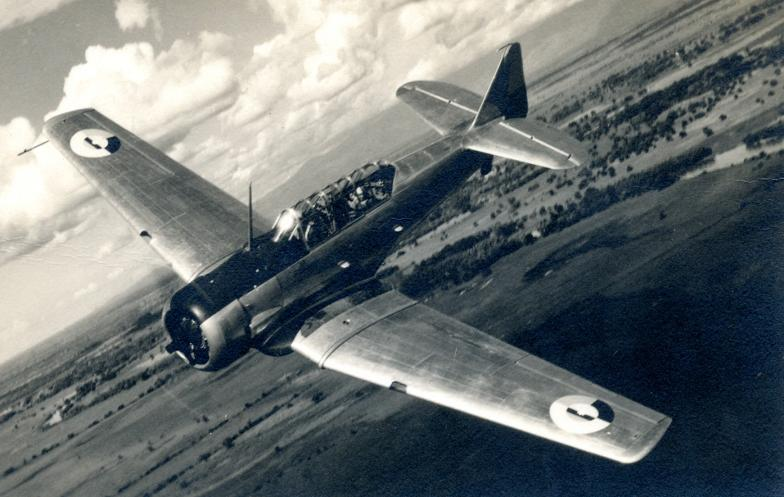
AT-6 Texan de la Fuerza Aérea Colombiana, sirviendo de apoyo como patrulla en el Caribe durante la Segunda Guerra Mundial.

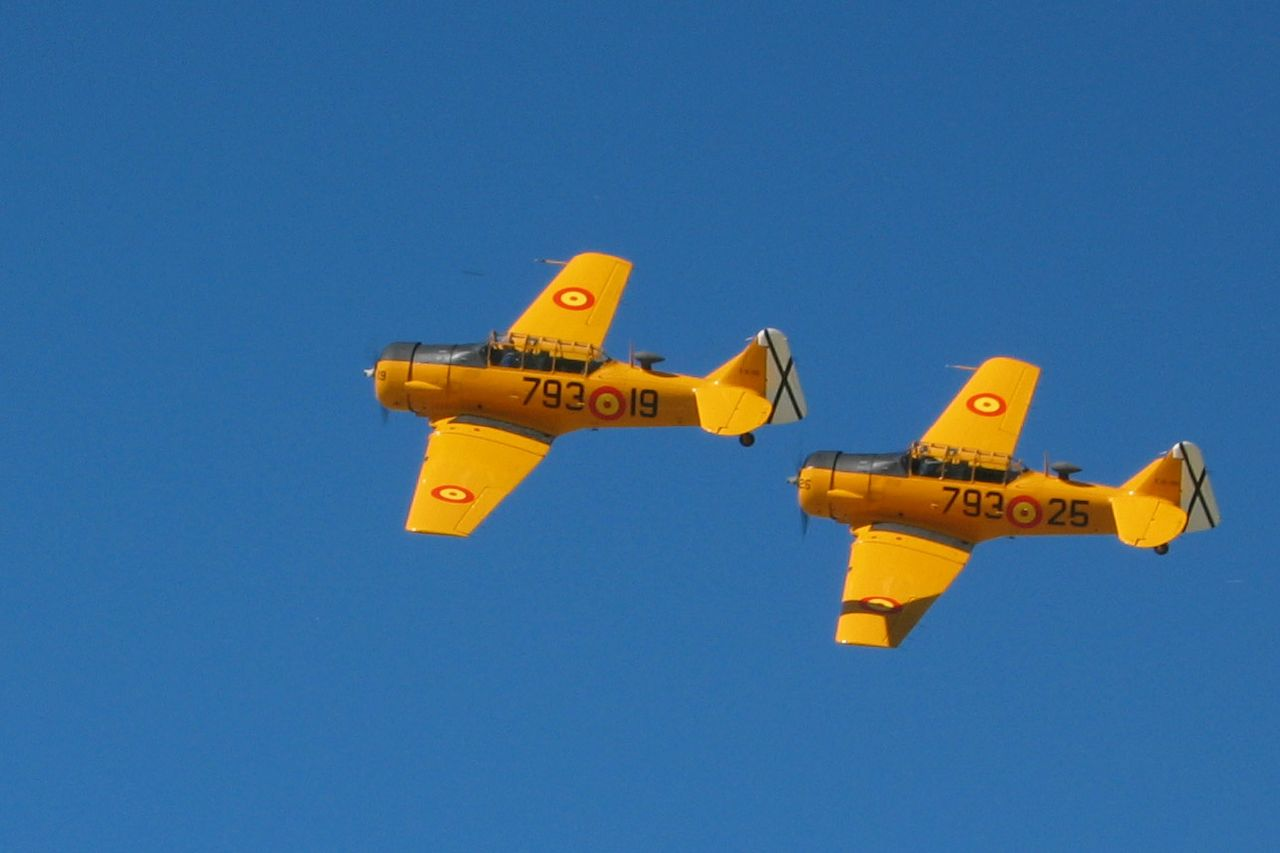
Dos T-6 Texan pertenecientes a la Fundación Infante de Orleans en Cuatro Vientos, Madrid.

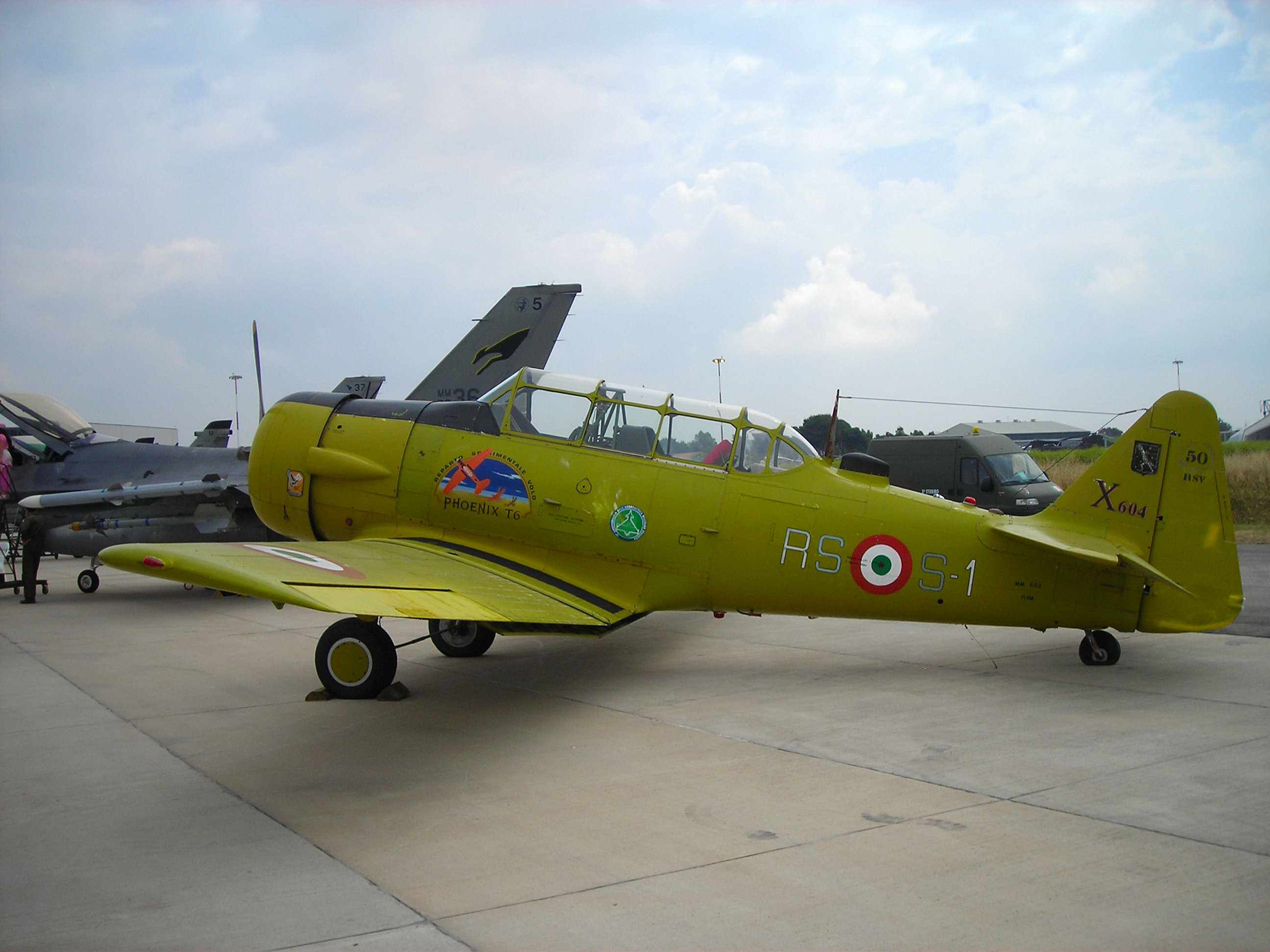
T-6 Texan de la Aeronautica Militare.

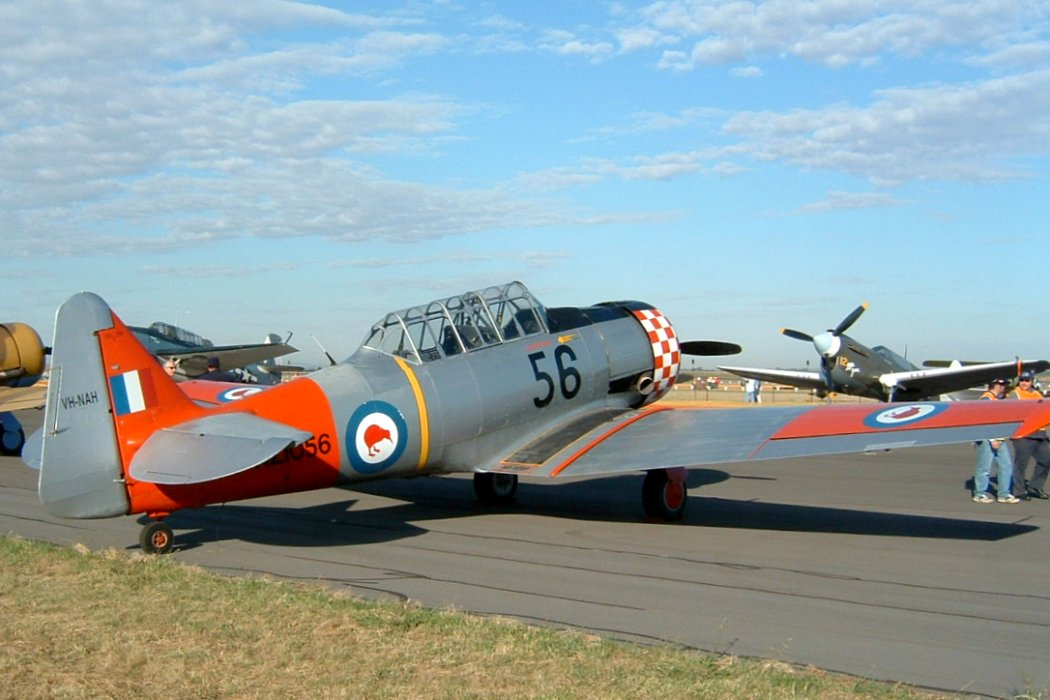
AT-6C Harvard IIA de la Real Fuerza Aérea de Nueva Zelanda.

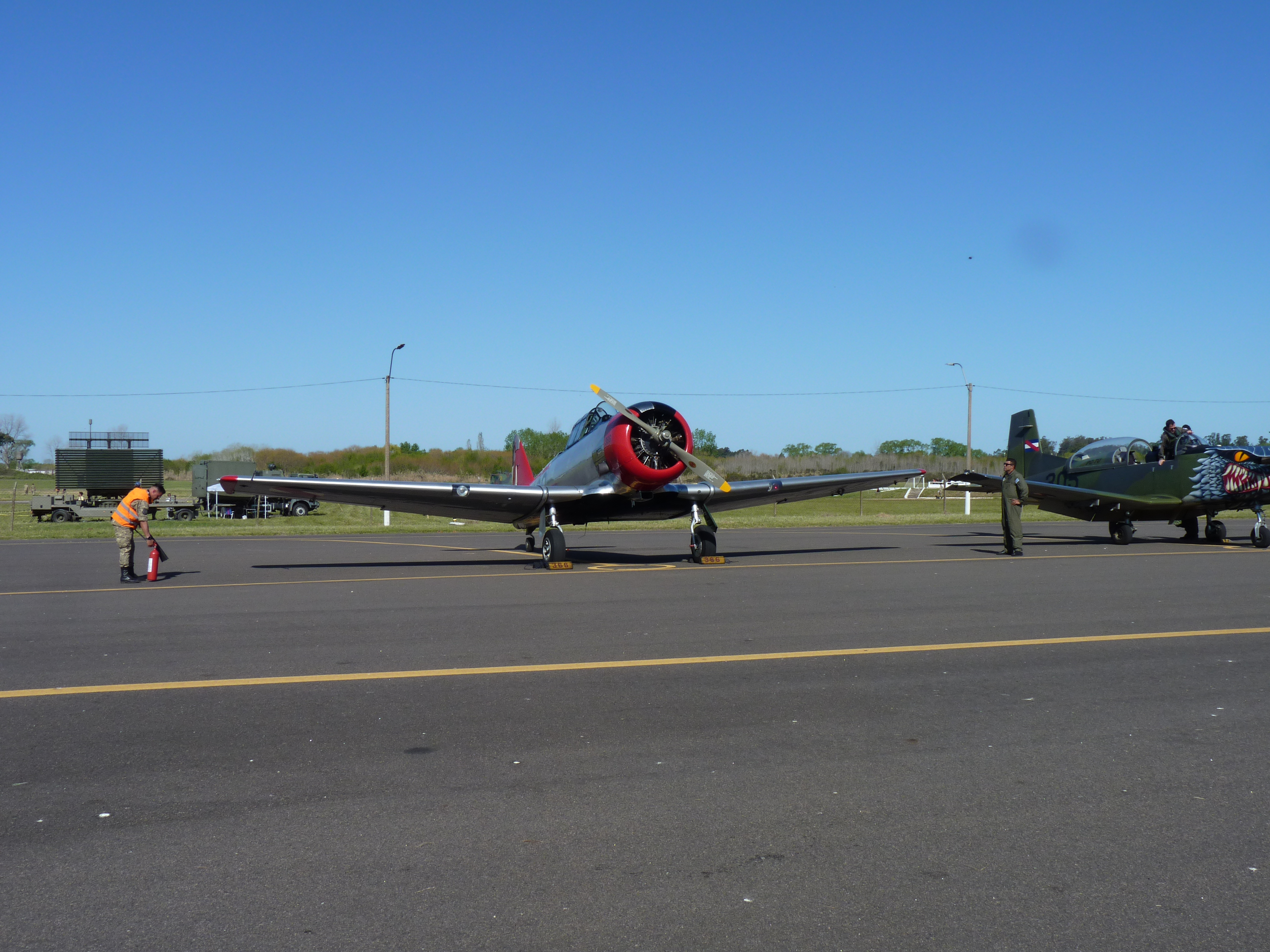
FAU 366 Fuerza Aérea Uruguaya

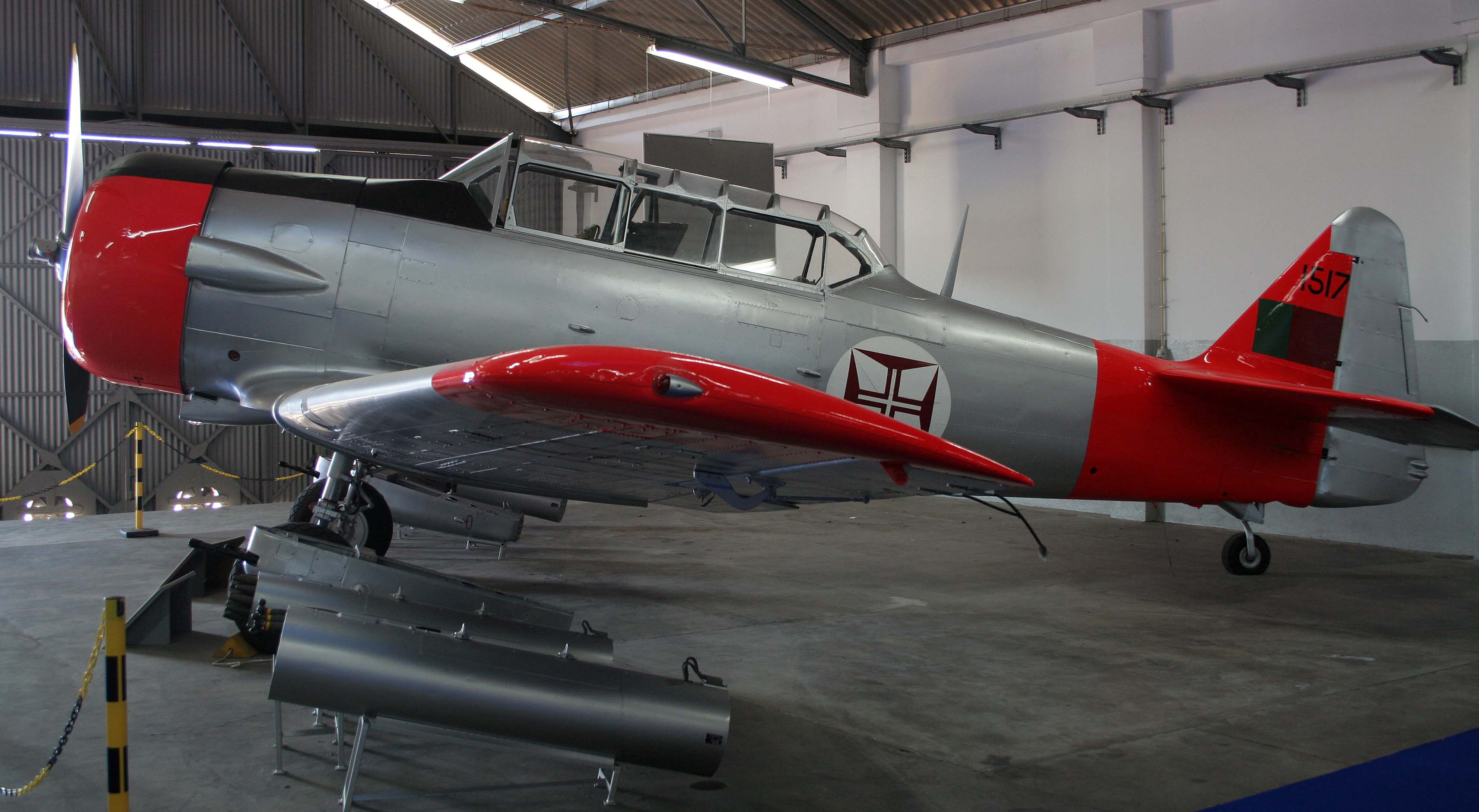
T-6 Texan en el museo de la Fuerza Aérea Portuguesa.

- Fuerza Aérea de Chile: 12 NA-44 operados por el grupo N.4. Posteriormente se adquirieron más aparatos, siendo asignados los números 201 al 299.
- Armada de Chile: 10 SNJ

 Colombia
- Fuerza Aérea Colombiana: 100 unidades de AT-6C/G Texan.[19]

 República del Congo
- Fuerza Aérea Congoleña

 Corea del Sur
- Fuerza Aérea de la República de Corea

 Cuba
- Fuerza Aérea y Defensa Aérea Cubana

 Dinamarca
- Fuerza Aérea Real de Dinamarca

 República Dominicana
- Fuerza Aérea Dominicana

 El Salvador
- Fuerza Aérea Salvadoreña

 España
- Ejército del Aire de España

 Estados Unidos
- Cuerpo Aéreo del Ejército de los Estados Unidos / Fuerzas Aéreas del Ejército de los Estados Unidos
- Fuerza Aérea de los Estados Unidos
- Armada de los Estados Unidos
- Cuerpo de Marines de los Estados Unidos
- Guardacostas de los Estados Unidos

 Filipinas
- Fuerza Aérea Filipina

 Francia
- Fuerza Aérea de la Francia de Vichy
- Ejército del Aire Francés

 Gabón
- Fuerza Aérea Gabonesa

 Grecia
- Fuerza Aérea Griega

 Hong Kong
- Real Fuerza Aérea Auxiliar de Hong Kong

 Honduras
- Fuerza Aérea Hondureña

 India
- Fuerza Aérea Real de India
- Fuerza Aérea de India

 Irán
- Fuerza Aérea Iraní

 Israel
- Fuerza Aérea Israelí

 Italia
- Aeronautica Militare

 Japón
- Armada Imperial Japonesa

 Estado de Katanga
- Fuerza Aérea de Katanga

 Laos
- Real Fuerza Aérea de Laos

 Marruecos
- Fuerza Aérea Real Marroquí

 México
- Fuerza Aérea Mexicana: 140 ejemplares entregados.

 Mozambique
- Fuerza Aérea y Defensa Aérea Mozambiqueña

 Noruega
- Fuerza Aérea Real de Noruega

 Nueva Zelanda
- Fuerza Aérea Real de Nueva Zelanda

 Países Bajos
- Países Bajos

 Pakistán
- Fuerza Aérea de Pakistán

 Paraguay
- Fuerza Aérea de Paraguay
- Aviación Naval Paraguaya

 Perú
- Fuerza Aérea del Perú

 Portugal
- Fuerza Aérea de Portugal
- Marina portuguesa

 Reino Unido
- Real Fuerza Aérea británica
- Marina Real británica

 República de China
- Fuerza Aérea de la República de China

 Rodesia del Sur
- Fuerza Aérea de Rodesia del Sur

 Sudáfrica
- Fuerza Aérea de Sudáfrica

 Suecia
- Fuerza Aérea de Suecia

 Suiza
- Fuerza Aérea de Suiza

 Tailandia
- Fuerza Aérea Real Tailandesa

 Túnez
- Fuerza Aérea de Túnez

 Turquía
- Fuerza Aérea Turca: 196 unidades de varios tipos.

 Unión Soviética
- Fuerza Aérea Soviética

 Uruguay
- Fuerza Aérea de Uruguay
- Armada Uruguaya

 Venezuela
- Fuerza Aérea de Venezuela

 Vietnam del Sur
- Fuerza Aérea de Vietnam

 Yugoslavia
- Fuerza Aérea de la República Federal Socialista de Yugoslavia

 Zaire

## Especificaciones (T-6G)
Referencia datos: Jane’s Fighting Aircraft of World War II

### Características generales
- Tripulación: Dos (estudiante e instructor)
- Longitud: 8,8 m (29 ft)
- Envergadura: 12,8 m (42 ft)
- Altura: 3,6 m (11,7 ft)
- Superficie alar: 23,6 m² (254 ft²)
- Peso vacío: 1886 kg (4156,7 lb)
- Peso cargado: 2548 kg (5615,8 lb)
- Planta motriz: 1× motor radial de nueve cilindros refrigerado por aire Pratt & Whitney R-1340-AN-1 Wasp.
  - Potencia: 447 kW (616 HP; 608 CV)
- Hélices: 1× Bipala por motor.

### Rendimiento
- Velocidad máxima operativa (Vno): 335 km/h (208 MPH; 181 kt) a 1500 m
- Velocidad crucero (Vc): 233 km/h (145 MPH; 126 kt)
- Alcance: 1175 km (634 nmi; 730 mi)
- Techo de vuelo: 7400 m (24 278 ft)

### Armamento
- Ametralladoras: 

  - 3 de 7,62 mm (.30)

## Aeronaves relacionadas

### Desarrollos relacionados
- I.Ae. 22 DL
- CAC Wirraway
- North American NA-16
- North American BT-9
- North American A-27
- North American P-64
- Beechcraft T-6 Texan II
- Kyūshū K10W

### Aeronaves similares
- Arado Ar 96
- Valmet Vihuri
- VL Pyry
- Fiat G.46
- Macchi MB.323
- Piaggio P.150
- PZL TS-8 Bies
- Miles Master
- Percival P.56 Provost
- Yakovlev Yak-11
- Soko 522

### Secuencias de designación

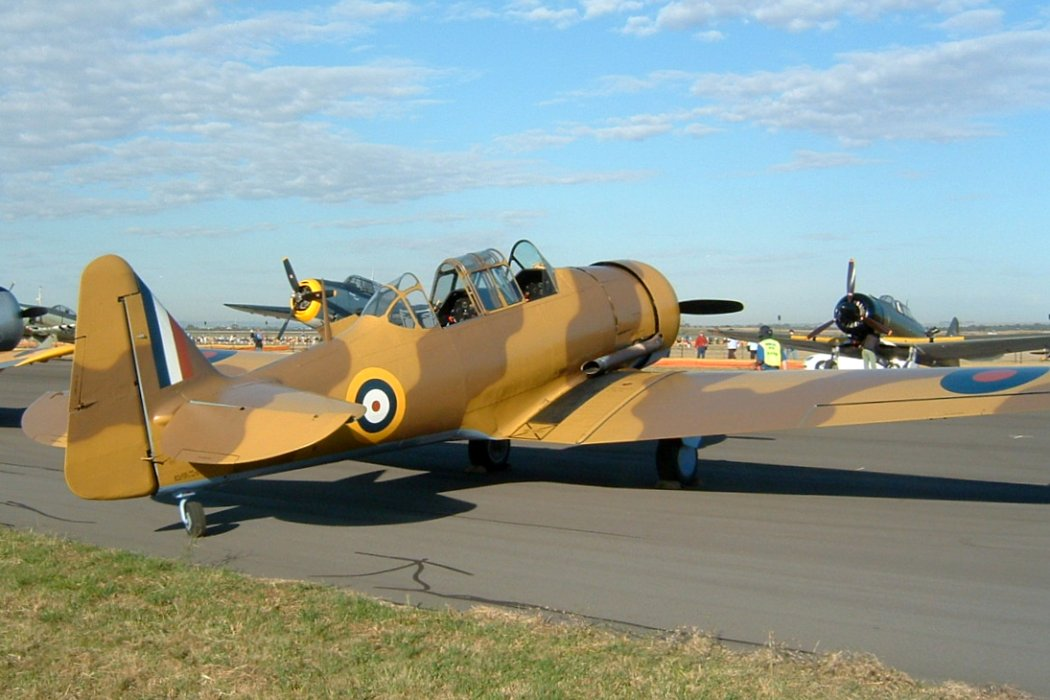
T-6 Texan de la Real Fuerza Aérea británica con camuflaje desértico.

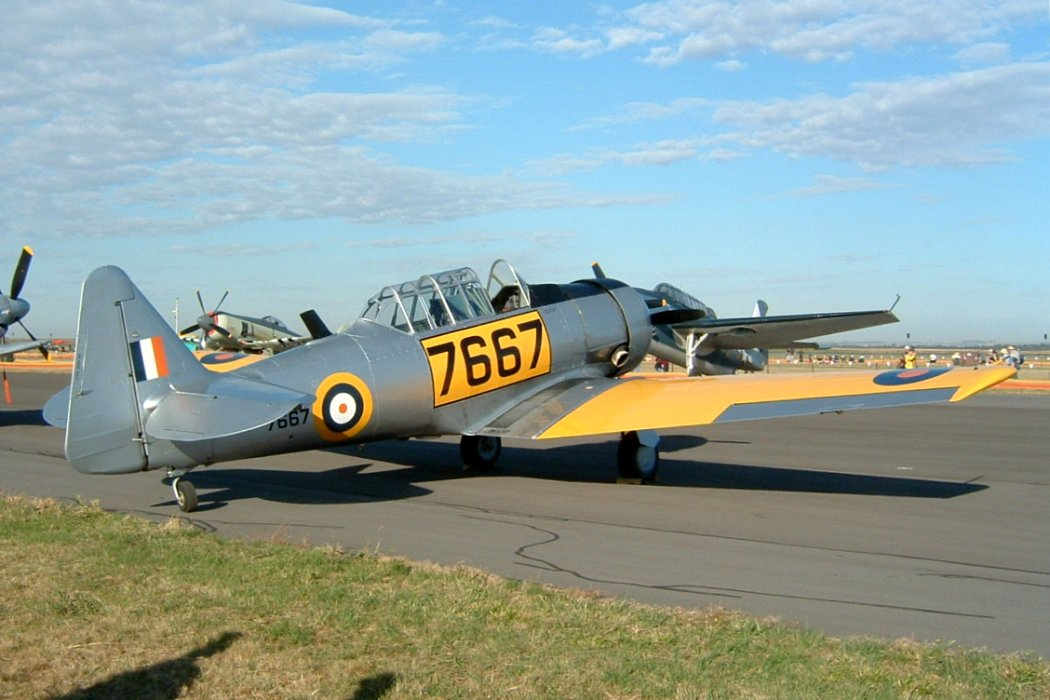
SNJ-4 Texan con las insignias de la Fuerza Aérea Sudafricana.

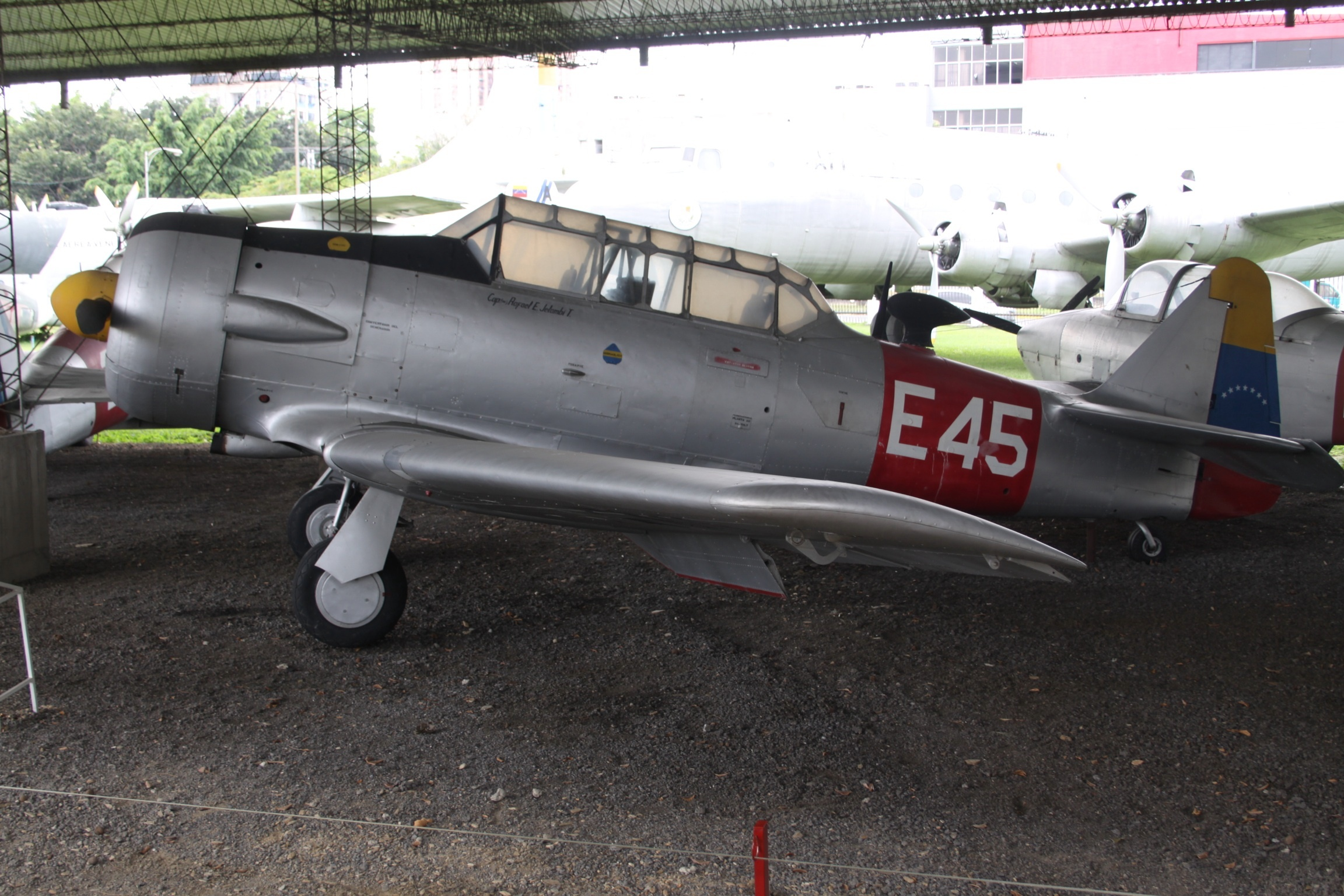
AT-6A Texan en el Museo Aeronáutico de Maracay, Venezuela.

- Secuencia NA-_ (interna de North American): ← NA-23 - NA-24 - NA-25 - NA-26 - NA-27 - NA-28 - NA-29 -- NA-33 - NA-34 - NA-35 - NA-36 - NA-37 - NA-38 - NA-39 -- NA-41 - NA-42 - NA-43 - NA-44 - NA-45 - NA-46 - NA-47 -- NA-49 - NA-50 - NA-51 - NA-52 - NA-53 - NA-54 - NA-55 - NA-56 - NA-57 - NA-58 - NA-59 - NA-60 - NA-61 - NA-62 - NA-63 - NA-64 - NA-65 - NA-66 - NA-67 - NA-68 - NA-69 - NA-70 - NA-71 - NA-72 - NA-73 - NA-74 - NA-75 - NA-76 - NA-77 - NA-78 - NA-79 - NA-81 - NA-82 - NA-83 - NA-84 - NA-85 - NA-86 - NA-87 - NA-88 - NA-89 - NA-90 -- NA-116 - NA-117 - NA-118 - NA-119 - NA-120 - NA-121 - NA-122 - NA-123 - NA-124 - NA-125 - NA-126 - NA-127 - NA-128 - NA-129 - NA-130 - NA-131 -- NA-165 - NA-166 - NA-167 - NA-168 - NA-169 - NA-170 - NA-171 -- NA-179 - NA-180 - NA-181 - NA-182 - NA-183 - NA-184 - NA-185 - NA-186 - NA-187 - NA-188 - NA-189 - NA-190 - NA-191 - NA-192 - NA-193 - NA-194 - NA-195 - NA-196 - NA-197 - NA-198 - NA-199 - NA-200 - NA-201 →
- Secuencia AT-_ (Entrenador Avanzado del USAAS/USAAC/USAAF, 1925-1948): ← AT-3 - AT-4 - AT-5 - AT-6 - AT-7 - AT-8 - AT-9 -- AT-13 - AT-14 - AT-15 - AT-16 - AT-17 - AT-18 - AT-19 →
- Secuencia BC-_ (Entrenador Básico de Combate del USAAC, 1936-1940): BC-1 - BC-2 - BC-3
- Secuencia T-_ (Entrenadores estadounidense (redesignaciones de 1948), 1948-presente): T-6 - T-7 - T-11 - T-13A →
- Secuencia SN_J (Entrenadores de exploración de la Armada estadounidense, 1939-1946 (North American, 1937-1962)): SNJ - SN2J
- Secuencia T_J (Entrenadores de la Armada estadounidense, 1946-1962 (North American, 1937-1962)): TJ - T2J - T3J
- Secuencia Sk _ (Entrenadores de la Fuerza Aérea Sueca, pre-1940): ← Sk 12 - Sk 14 - Sk 15 - Sk 16
- Secuencia Alfanumérica de la Fuerza Aérea Sueca, 1940-presente: B/S/T/Tp 16 - Sk 16 - B/S 17 - B/S/T 18 - J 19 →
- Secuencia C._ (Aeronaves de Caza del Ejército del Aire español, 1954-1978): C.1 - C.4E/J - C.5 - C.6 - C.8 - C.9 - C.10 →
- Secuencia E._ (Aeronaves de Escuela del Ejército del Aire español, 1954-1978): ← XE.12 - E.14 - E.15 - E.16 - E.17 - XE.18 - E.18 →
- Secuencia C._ (Aeronaves de Caza del Ejército del Aire español, 1978-presente): EA.6 - A.9 - A.10 - C.11 →
- Secuencia E._ (Aeronaves de Escuela del Ejército del Aire español, 1978-presente): E.3 - E.14 - E.15 - E.16 - E.17 - E.18 - E.19 →